# Phantoscopio

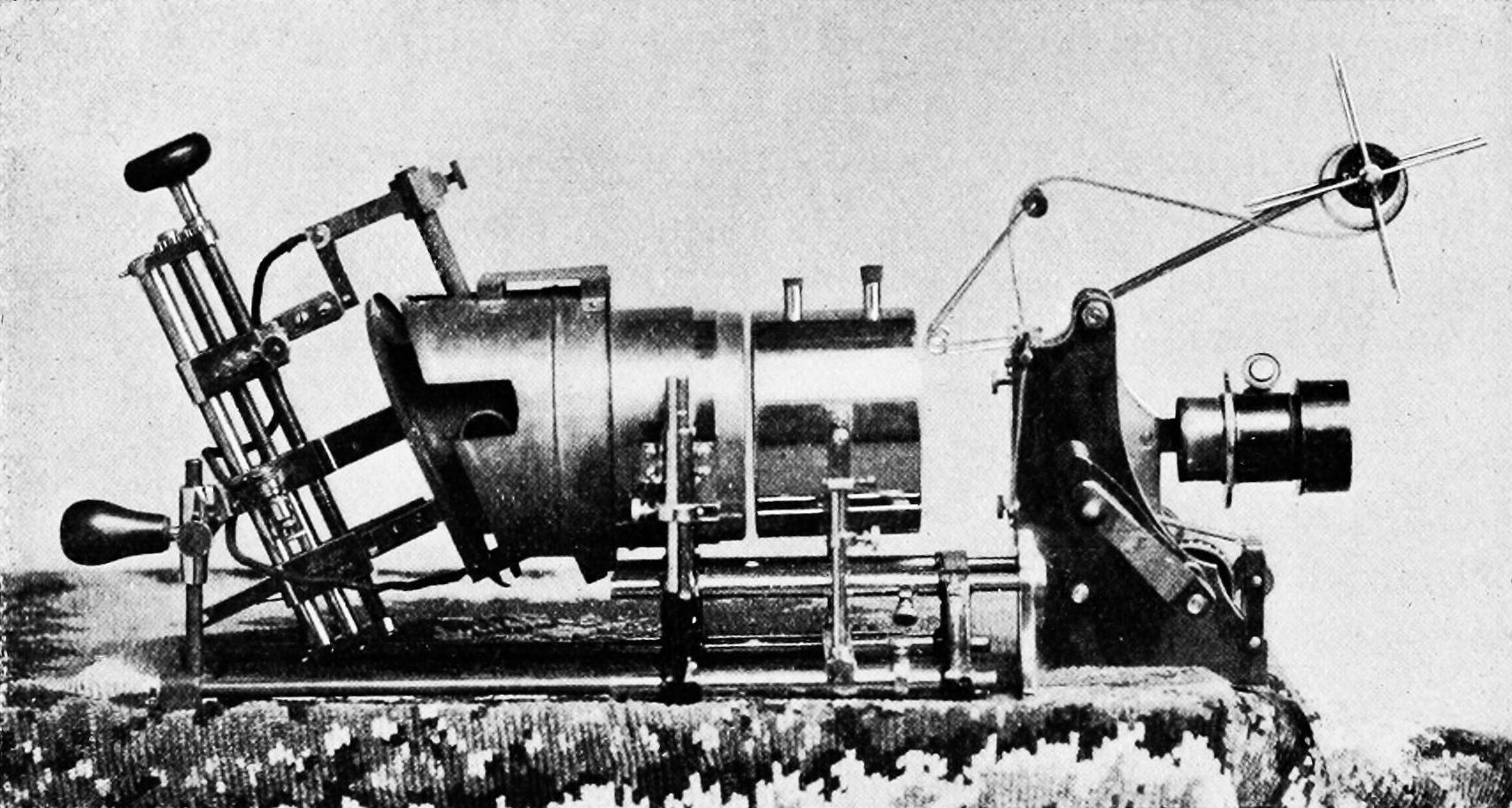
Phantoscopio.

El phantoscopio (phantoscope o phantascope) era una máquina de proyección de películas, creación de Charles Francis Jenkins. Ideado en los años 1890, la primera proyección pública tuvo lugar en su ciudad natal de Richmond, Indiana, el 6 de junio de 1894. Posteriormente conoció a Thomas Armat, quién proporcionó respaldando financiero para las modificaciones necesarias. Los dos inventores mostraron su proyector modificado en Atlanta, Georgia, en septiembre de 1895.
La máquina de Jenkins era el primer proyector que deja quieto cada fotograma de la película para ser illuminado tiempo suficiente antes de avanzar a la secuencia del fotograma próximo. Era diferente del kinetoscopio de Edison, que sólo tiene que ejecutar un bucle de película con imágenes sucesivas de una escena en movimiento, a través del obturador de la cámara, lo que da una imagen confusa de movimiento. 
El phantoscopio, haciendo una pausa en cada fotograma, da tiempo suficiente para que el cerebro registre una sola imagen clara, pero reemplazando cada fotograma de la secuencia suficientemente rápido (menos de una décima de segundo), produce una imagen de movimiento suave y verdadera. Es a partir de este concepto como toda la industria cinematográfica ha crecido.
Jenkins sólo construyó un prototipo de trabajo, que fue robado a los pocos meses de su casa por Armat, que lo vendió a la cadena de cines Gammon. Después de una larga batalla legal, Jenkins aceptó 2500 $ como pago total. El Instituto de Franklin otorgó una medalla de oro a Jenkins por su invención del primer proyector de película práctico del mundo.

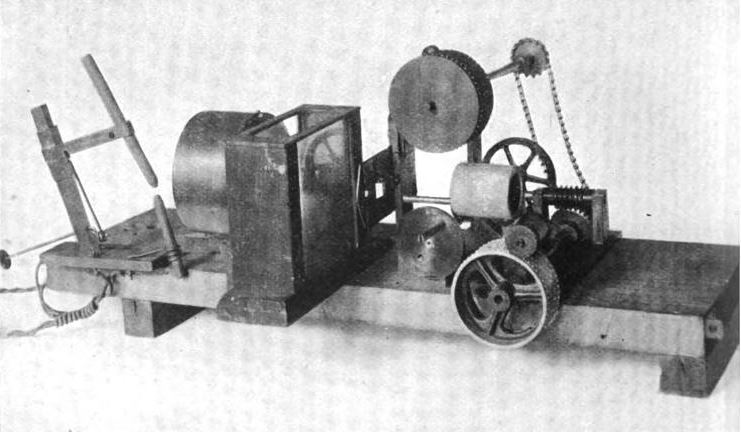
Proyector Lateral de Jenkins.

La Oficina de Patentes de los EE. UU. concedió a Jenkins una patente para su proyector inicial y a Jenkins y Armat una patente para la versión modificada. Ambos fueron nombrados phantoscopios. Después que Jenkins y Armat resolvieran el caso, Armat vendió la patente a Edison. Jenkins Continuó mejorando el proyector y las cámaras de cine creadas, que finalmente se utilizaron para la difusión a los receptores domésticos de lo que conocemos hoy como televisión, mediante ondas de radio. Mecánicamente, transmitió las primeras imágenes de televisión y fue dueño de la primera estación de televisión con licencia comercial en los EE. UU.

## Étienne-Gaspard Robert y sus fantasmagorías
Físico y clérigo belga, creador de las fantasmagorías, un espectáculo de ilusiones que consistía en la proyección de imágenes en movimiento. En sus trabajos se inspiraba en historias del Antiguo Testamento, la literatura inglesa y de la mitología griega, temas que combinaba con momentos tragicómicos, fantásticos y moralizantes, que solían estar profundamente pensados para calar en el turbulento contexto revolucionario de la Francia del siglo XVIII.
Solía tratar el tema de la muerte, mediante la representación de sepulcros, cementerios, esqueletos y la evocación de una atmósfera misteriosa influenciada por las novelas góticas de la época; también buscaba unificar estos temas con tópicos del amor y criaturas monstruosas (demonios, diablos, murciélagos, híbridos, etc.) En cuanto a sus personajes humanos, únicamente solía representarlos bajo figuras de grandes personalidades, como eran los clérigos, monjes, avaros, brujas, religiosas y vírgenes. 
Las técnicas utilizadas por Robertson (sobrenombre del dramaturgo), variaban entre sobre impresiones, fundidos, imágenes en movimiento, alocuciones y efectos sonoros, que se desplegaban en un espacio de entre 25 metros de largo y 8 metros de ancho, mediante el uso del phantoscopio. Así también, el phantoscopio le permitía aumentar y disminuir el tamaño de las imágenes proyectadas, y la aparición, desaparición y desplazamientos de las mismas mediante la aplicación de un sistema de obturación e intercambio de placas, que le otorgaba un efecto secuencial y dinámico a sus shows. 
Esta gran cantidad de efectos especiales era conseguida gracias al uso e implementación del phantoscopio en sus espectáculos, creado a partir de una linterna mágica, se situaba tras la pantalla sobre un pie provisto de ruedas de una altura aproximada de 160 cm. Sin embargo, no todos los efectos especiales se conseguían únicamente bajo el uso del phantoscopio; en ocasiones, se utilizada el apoyo de una linterna mágica ordinaria, así como el uso de pequeños bajorrelieves, grabados o medallas, espejos, que se distribuían por la escena para crear determinadas sombras y motivos recortados. 
El escenario estaba compuesto por tres partes: En el centro encontrábamos la pantalla de proyección cubierta por una cortina negra que servía como separación entre ambos lados del espectáculo; por un lado, el phantoscopio, y por el otro, unos 15 metros para situar al público. 
Además del mecanismo de representación, Robertson actuaba como narrador de sus propias historias, aportaba comentarios esporádicos que ayudaban a la compresión y a dotar de valor expresivo a sus espectáculos. Junto a la voz de Robertson, le acompañaba entradas musicales ( en ocasiones con un tam-tam o Gong chino; o con algún artilugio cilíndrico que imitara el sonido de la lluvia) que buscaban aportar un efecto psicológico en el espectador, y el uso de ruidos descriptivos.
El uso del phantoscopio en las Fantasmagorías de Robertson llevaron a un modelo de madurez expresiva dentro del espectáculo audiovisual, que buscaba calar tanto en los sentidos como en el pensamiento de los espectadores. La concepción de este tipo de espectáculo, crearía un nuevo modelo para futuras generaciones de linternistas y se convertiría en unos de los grandes antecedentes del género de terror.